# Hervé Schneid
Hervé Schneid (* 12. Mai 1956) ist ein französischer Filmeditor.

## Leben
Seit 1991 war Schneid bei allen sieben Langfilmen von Jean-Pierre Jeunet für den Schnitt verantwortlich. Mit Delicatessen gewann er seinen bisher einzigen César für den Besten Schnitt. Drei weitere Nominierungen sollten folgen, wobei zwei davon ebenfalls Filme von Jeunet waren, nämlich Die fabelhafte Welt der Amélie und Mathilde – Eine große Liebe. Mit Public Enemy No. 1 – Mordinstinkt und Public Enemy No. 1 – Todestrieb war Schneid zum ersten Mal für ein Projekt außerhalb der Regie Jeunets für einen César nominiert.
Schneid hat sich über die Jahre eine beachtliche Reputation erarbeitet, die ihn über die Grenzen Frankreichs bekannt machten. Er arbeitete in unterschiedlichsten internationalen Produktionen mit. So sagte auch die Regisseurin Sally Potter über ihn, dass er über eine rücksichtslose Sachlichkeit und eine Sensibilität für die Wahrnehmung des Zwecks eines Autors und Regisseurs verfüge (He has a ruthless objectivity combined with a great sensitivity to the writer/director's sense of purpose). 2005 saß Schneid in der Jury des Zurich Film Festival.
2018 wurde er in die Academy of Motion Picture Arts and Sciences berufen, die jährlich die Oscars vergibt.

## Filmografie (Auswahl)
als Filmeditor
- 1983: L’été ardent
- 1984: La première journée de Nicolas, Kurzfilm
- 1991: Delicatessen
- 1991: Europa
- 1992: Orlando
- 1994: Schrei in die Vergangenheit (The Browning Version)
- 1995: Die Stadt der verlorenen Kinder (La cité des enfants perdus)
- 1997: Alien – Die Wiedergeburt (Alien: Resurrection)
- 1997: Tango-Fieber (The Tango Lesson)
- 1997: The Brave
- 1999: Est-Ouest – Eine Liebe in Russland (Est-Ouest)
- 2000: In stürmischen Zeiten (The Man Who Cried)
- 2001: Die fabelhafte Welt der Amélie (Le fabuleux destin d’Amélie Poulain)
- 2003: Michel Vaillant
- 2004: Sansa – durch die weite Welt (Sansa)
- 2004: Mathilde – Eine große Liebe (Un long dimanche de fiançailles)
- 2007: Goodbye Bafana
- 2008: Public Enemy No. 1 – Mordinstinkt (L’Instinct de mort)
- 2008: Public Enemy No. 1 – Todestrieb (L’Ennemi public n° 1)
- 2009: Micmacs – Uns gehört Paris! (Micmacs à tire-larigot)
- 2010: Sarahs Schlüssel (Elle s’appelait Sarah)
- 2011: Black Gold
- 2011: Kids Stories
- 2012: Zaytoun – Geborene Feinde, echte Freunde (Zaytoun)
- 2013: Die Karte meiner Träume (The Young and Prodigious T.S. Spivet)
- 2014: La voix des steppes
- 2015: Eine Geschichte von Liebe und Finsternis (סיפור על אהבה וחושך)
- 2015: Der Vater meiner besten Freundin (Un moment d’égarement)
- 2016: Neruda
- 2016: Amanat
- 2017: Rückkehr nach Montauk (Return to Monauk)
- 2018: Vidocq – Herrscher der Unterwelt (L’Empereur de Paris)
- 2018: Voyna Anny
- 2022: My Neighbor Adolf
- 2023: Der Griff nach den Sternen (A Million Miles Away)

als Schnittassistent
- 1982: Ein total irres Hotel (Qu’est-ce qui fait craquer les filles...)

## Auszeichnungen
César
- 1992: Bester Schnitt – Delicatessen
- 2002: Bester Schnitt – Die fabelhafte Welt der Amélie (nominiert)
- 2005: Bester Schnitt – Mathilde – Eine große Liebe (nominiert)
- 2009: Bester Schnitt – Public Enemy No. 1 Mordinstinkt & Todestrieb (nominiert)

Europäischer Filmpreis
- 2005: Bester Schnitt – Mathilde – Eine große Liebe (nominiert)

BAFTA Award
- 2002: Bester Schnitt – Die fabelhafte Welt der Amélie (nominiert)